# پیناسیدیل
پیناسیدیل (به انگلیسی: Pinacidil) با فرمول شیمیایی C۱۳H۱۹N۵ یک ترکیب شیمیایی با شناسه پاب‌کم ۴۸۲۶ است. که جرم مولی آن ۲۴۵٫۳۲۳۴۶ g/mol می‌باشد. 